# Oreste Riva
Oreste Riva (ur. 21 lipca 1860 w Cremonie, zm. 31 grudnia 1936 tamże) – włoski muzyk, medalista olimpijski.
Był kompozytorem muzyki kameralnej. Ukończył kompozycję i wiolonczelę w Konserwatorium w Parmie. Riva pracował jako dyrygent orkiestr miejskich w Mirandoli, Weronie i Castagnaro. W latach 1909–1921 był dyrektorem orkiestry "Isidoro Capitanio" w Brescii. Zdobył srebrny medal w kategorii muzyka w Olimpijskim Konkursie Sztuki i Literatury w Antwerpii za utwór „Marsz zwycięstwa”. Pisał marsze, suity i tańce, a także cztery melodramaty, w tym Il Narciso, który został z powodzeniem wystawiony w Cremonie w lutym 1933 roku.